# Theodor Heinrich Gampe
Theodor Heinrich Gampe (* 3. November 1845 in Chemnitz; † 5. Januar 1897 in Blasewitz) war ein deutscher Schriftsteller, Dichter und Verleger.

## Leben
Theodor Gampe wuchs als Sohn eines Industriellen auf, bereiste früh Europa und arbeitete in unterschiedlichen Berufszweigen. Nach seiner Rückkehr nach Chemnitz konzentrierte er sich mehr auf sein schriftstellerisches Talent und erreichte finanzielle Unterstützungen.
Im Jahr 1877 wurde König Albert von Sachsen durch seine Arbeiten auf ihn aufmerksam und gewährte ihm eine Jahresrente. Im Herbst desselben Jahres siedelte er nach Dresden über, wo er mit zahlreichen Veröffentlichungen und seiner Verlegerschaft von Reiseführern (wie Graser’s Rundreise-Bibliothek) in Erscheinung trat. Sein Veröffentlichung 1878 gilt als früher Wanderführer durch das Erzgebirge. Es gab zwar exakte Wegbeschreibungen, welche sich aber hauptsächlich an industriellen Bauten anstatt an Sehenswürdigkeiten orientierte. Seine Gedichte veröffentlichte er u. a. regelmäßig in Die Gartenlaube, später dort auch touristische und industrielle Beschreibungen wie 1880 Chioggia, die Fischerstadt oder Die Glasperlen-Industrie Venedigs.
Ebenso war er ab 1882 in der Offenen Loge, einem Literaturverein in Dresden, aktiv, gemeinsam z. B. mit Józef Ignacy Kraszewski, Jonas Lie, Alexander Flamant und Paul Carus.
Gampe war zwei Mal verheiratet und Vater mehrerer Töchter. Ihm zu Ehren wurden die Theodor-Gampe-Straße in Chemnitz benannt.

## Werke (Auswahl)
- Peter und Alerei. Trauerspiel uraufgeführt in Chemnitz, 1870.[8]
- Saat in’s Wasser. Die Gartenlaube, Heft 8, 124, 1874.
- Lied und Leben. Hoffman & Campe, 1876.
- König Manfred. 1876.[9]
- 26 Partien ins Sächsische Erzgebirge. Mit einem Anhang: Führer durch Chemnitz. Hermann Graser, 1878.
- Mittweida und die Perlen des Zschopauthales. Eduard Billig, 1878.
- Kambyses in Ägypten. Tragödie, 1880.[4][7]
- Schloß Weesenstein im Müglitzthale. Dresden, 1880.
- Die restaurierte Albrechtsburg zu Meissen. Ein beschreibender Führer. Bleyl&Kaemmerer, 1880.
- Ein Besuch auf dem Sonnenstein. Die Gartenlaube, 1881.
- Wandersprüche: ein Büchlein für alles fahrende Volk. Bleyl&Kaemmerer, 1881.
- Gampe’s Sächs.-Böhm. Schweiz. Dresden.